# Astartoseris
Astartoseris, monotipski rod glavočika jezičnjaća iz podtribusa Lactucinae, dio tribusa Cichorieae. Jedini je predstavnik A. triquetra iz Libanona i Cipra.

## Povijest
Vrsta Lactuca triquetra polugrm je lokalizirane rasprostranjenosti i nesigurnog generičkog položaja. Svojta je opisana početkom 19. stoljeća iz Libanona, a više od 100 godina kasnije otkrivena je i na Cipru. Pozivajući se na nove molekularne filogenetske rezultate objavljene drugdje, ponovno se razmatraju morfološka svojstva, posebno ahenija. Iz dostupnih dokaza zaključuje se da diploidna vrsta predstavlja “lozu siroče”, koja se odvojila od svojih predaka već u srednjem miocenu, kada su se podplemena Cichorieae, Crepidinae i Lactucinae počela diverzificirati. I molekularni i morfološki podaci pokazuju da vrsta ima posrednički položaj između oba podplemena. Izveden je taksonomski zaključak da se vrsta smjesti u novi vlastiti rod, Astartoseris. Svojta je ilustrirana i dat je iscrpan opis, karta rasprostranjenosti i kratka ekološka karakterizacija. Njegov status prijetnje u obje zemlje procjenjuje se prvi put.

## Sinonimi
- Chondrilla triquetra Steud.
- Lactuca triquetra (Labill.) Boiss.
- Lygodesmia triquetra D.Don
- Prenanthes triquetra Labill.
- Scariola triquetra (Labill.) Soják